# 中華民國維新政府

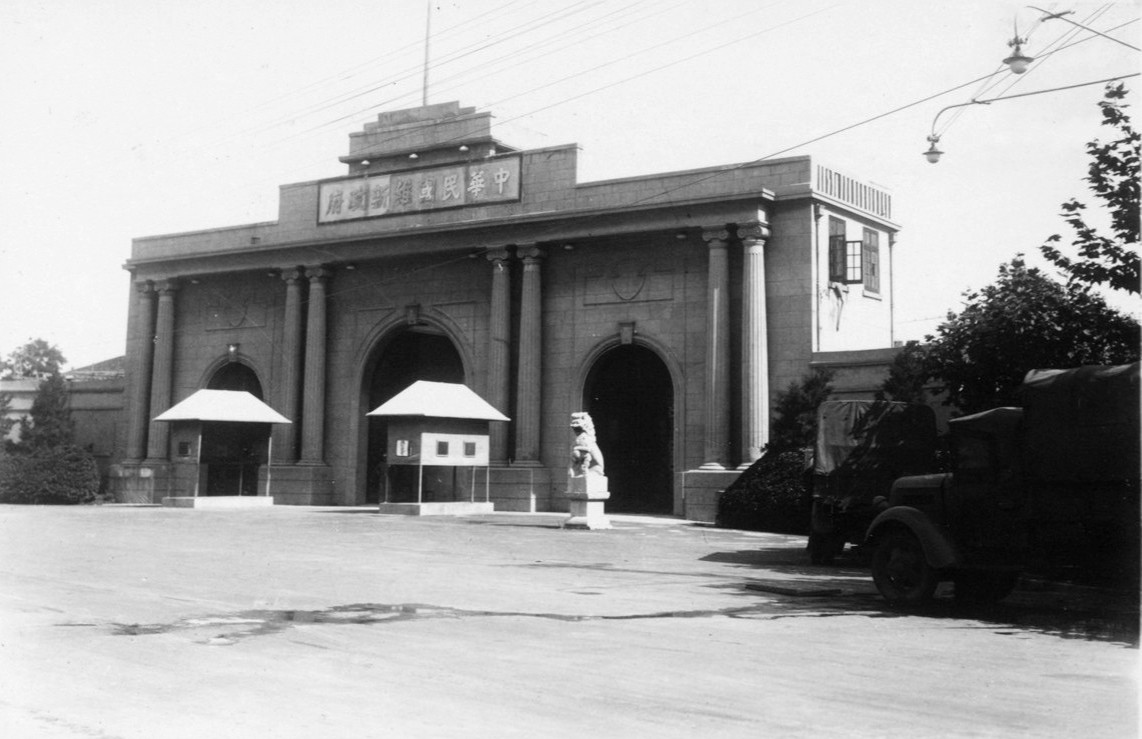
中华民国维新政府

中華民國維新政府為大日本帝國於抗日戰爭期間成立的傀儡政權，由梁鴻志等人於1938年3月28日成立於南京。管轄蘇、浙、皖三省的日佔區和京、滬两個特別市。其主要支持力量為日軍的華中方面軍。
維新政府以梁鴻志為行政院長兼交通部長，溫宗堯為立法院長，陳群為內政部長，陳籙為外交部長，陳錦濤為財政部長，王子惠為實業部長，陳則民為教育部長，任援道為綏靖部長，胡礽泰為司法部長。閣僚多為過去在北洋政府身居要職卻在國民政府遭受冷遇的政客。中華民國維新政府存在的意義除了以華制華與分割中國之外，最大的問題是在於日軍華北方面軍與華中方面軍的利益衝突。
日本政府方面的立場是維新政府仍為一地方政權、應儘早與作為中央政府的華北臨時政府合併。汪精衛的國民政府成立後，維新政府於1940年3月30日與華北臨時政府一同併入汪精衛的國民政府。

## 行政區劃
維新政府採用省、道、縣三級制。1938年5月28日，頒布《省政府組織條例》，規定省政府受維新政府命令、為管轄一省範圍之最高行政機關；在維新政府法令規定的範圍內，賦予其獨立的立法權，但不能因此而限制國民自由或加重國民的負擔。同年6月28日，頒布《道組織條例》《縣組織條例》、8月8日，頒布《普通市組織條例》，於寧滬兩地設立市政府。
- 江蘇省：1938年4月5日開始準備設立省政府，4月9日任命陳則民為省長，5月23日於蘇州正式成立省政府。
- 浙江省：1938年5月17日開始準備設立省政府，6月22日於杭州正式成立省政府。省長為汪瑞闓。
- 安徽省：1938年7月2日開始準備設立省政府，10月28日於蚌埠正式成立省政府。省長為倪道烺。
- 南京特別市：1938年4月1日，綏靖部長任援道兼任南京市政督辦，4月24日成立南京市政督辦公署。1939年3月2日改組為南京特別市政府。
- 上海特別市：1938年4月1日任命蘇錫文為上海市政督辦，成立上海市政督辦公署。同年10月14日改組為上海特別市政府。

## 人事
| 姓 名  | 姓 名 | 維新政府官職   | 原任國民政府官職                      | 備考                                                     |
| ------ | ----- | -------------- | ------------------------------------- | -------------------------------------------------------- |
| 梁鴻志 |       | 行政院長       | 北洋政府 臨時執政秘書長               | 至1938年7月止兼任交通部長                                |
| 温宗堯 |       | 立法院長       | 護法軍政府 總裁兼外交部長             | 1939年8月起 兼任官吏懲戒委員會委員長                     |
| 朱履龢 |       | 最高法院院長   | 國民政府 司法行政部政務次長           | 最高法院于1939年5月成立                                  |
| 陳群   |       | 内政部長       | 國民政府 首都警察廳廳長               |                                                          |
| 陳籙   |       | 外交部長       | 北洋政府 外交總長代理                 | 1939年2月19日遭暗殺 繼任者為廉隅 → 夏奇峯                |
| 陳錦濤 |       | 財政部長       | 北洋政府財政總長、 護法軍政府財政部長 |                                                          |
| 王子惠 |       | 實業部長       | 國民革命軍 第20軍副軍長兼政治部主任   |                                                          |
| 江洪   |       | 交通部長       | 國民政府 駐日代理大使                 | 1938年7月就任                                            |
| 陳則民 |       | 教育部長       | 北洋政府 大總統府顧問                 |                                                          |
| 任援道 |       | 綏靖部長       | 護法軍政府 北伐軍第4軍参謀長          | 綏靖部負責處理投誠者相關事務、以及維持新占領地區的治安。 |
| 許修直 |       | 司法行政部長   | 國民政府 內政部常務次長               |                                                          |
| 高冠吾 |       | 南京特別市市長 | 國民革命軍第10軍副軍長 徐州警備司令   |                                                          |
| 傅筱庵 |       | 上海特別市市長 | 中國通商銀行總經理、董事長            |                                                          |

## 軍事體制

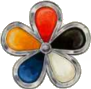
維新政府軍隊帽徽

維新政府僅籌建了一支素質普遍較差的最低限度的武裝力量，由綏靖部統一管理、掌握、指揮所屬部隊。初期，在蘇州、常熟、揚州、嘉興、長興等地成立了5個綏靖區，各綏靖區編有綏靖區隊等武裝。1938年12月綏靖區隊約有1萬人。1939年4月，維新政府成立綏靖軍官學校，招收了320名18歲至25歲的學員，目的是為建立一支沒有在國民革命軍中服過役的「污點」且忠於維新政府的新軍官團。起初計劃訓練課程時長一年，由日本軍官授課。1939年5月，成立綏靖水巡學校，由30名日方教官、30名中方教官和150名學員組成。1939年6月，成立水巡隊，由原北洋海軍第二艦隊司令（後任綏靖部水巡司司長）許建廷指揮，負責海岸線和內河航道的警戒。然而，可供執行任務的船隻很少。1939年7月，各綏靖區隊進行擴編和改編，成立南京警備總隊和蘇州市、常熟、無錫、揚州、杭州、蚌埠、廬州7個區隊；同時，綏靖部增設水巡司。1939年11月，擴編後的軍隊已達3萬人。由於急需軍官，軍校的訓練課程被迫縮減。1939年12月21日，接收日本海軍移交的幾艘小型快艇，1940年3月初建立長江水巡隊司令部和水巡隊南京基地部。維新政府一度計劃組建空軍，并從日本購買了數架訓練用滑翔機，但由於1940年維新政府併入國民政府，該計劃沒有實現。
水警隊及水巡隊皆是掛五色旗，唯水巡隊及水巡學校艦尾懸掛白底五色旗。 

## 圖集

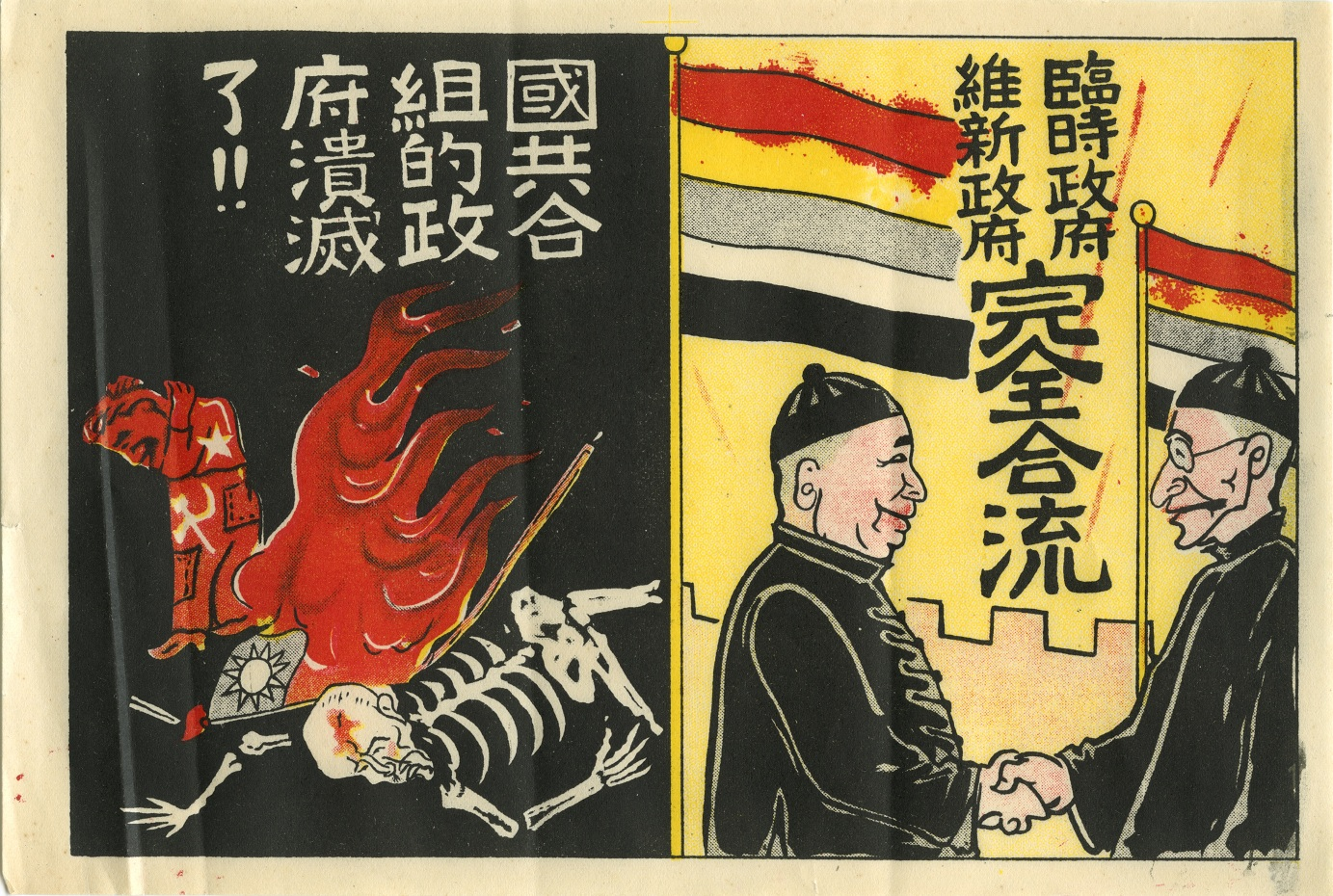
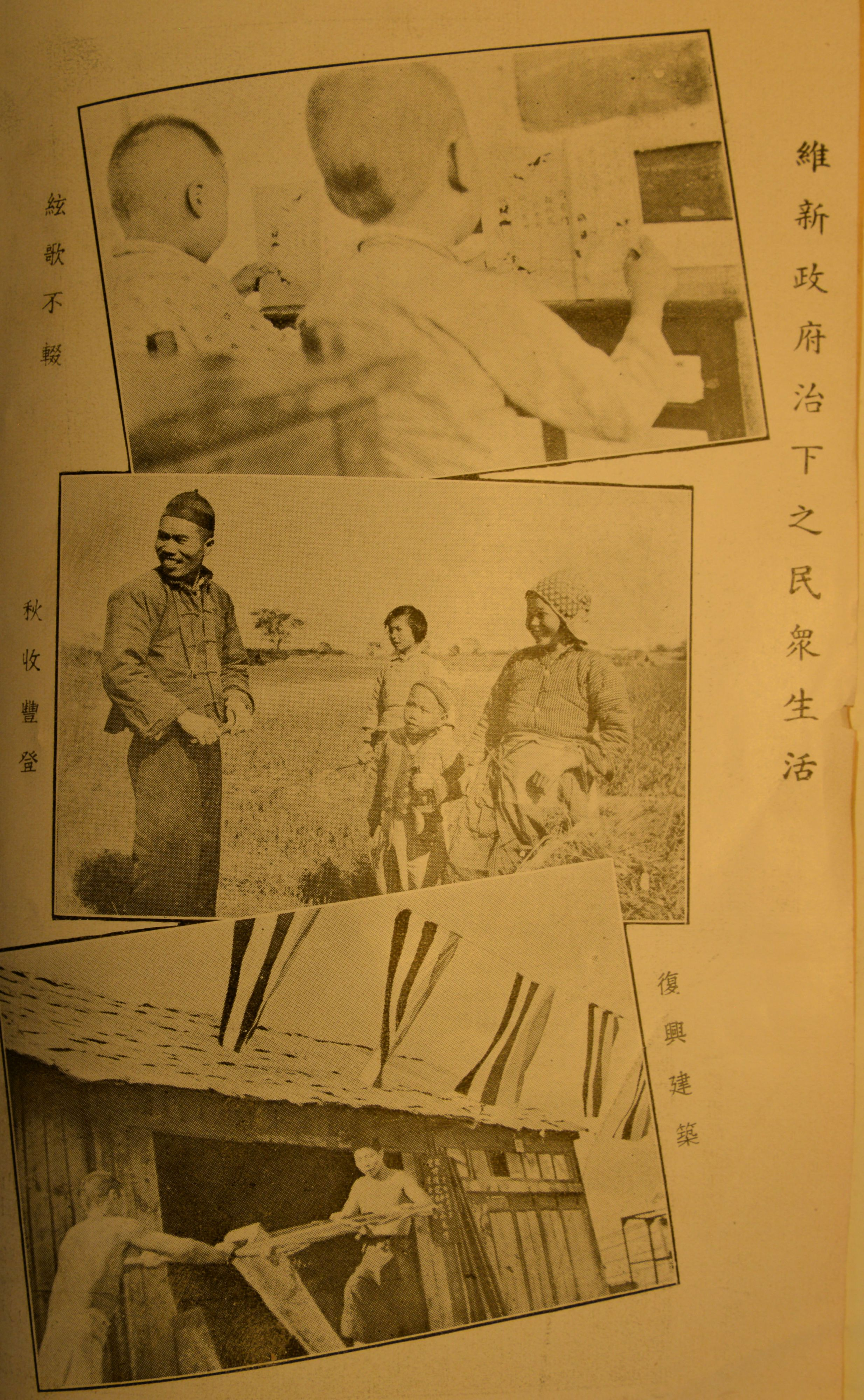

### 引用
1. ↑  China 1921-1928 （页面存档备份，存于） nationalanthems.info
2. ↑  Jowett 1997，第31頁.
3. 1 2 3 4 5  Jowett 2004，第44–49頁.
4. ↑   (PDF).
5. ↑   (PDF).